# Французьке географічне товариство

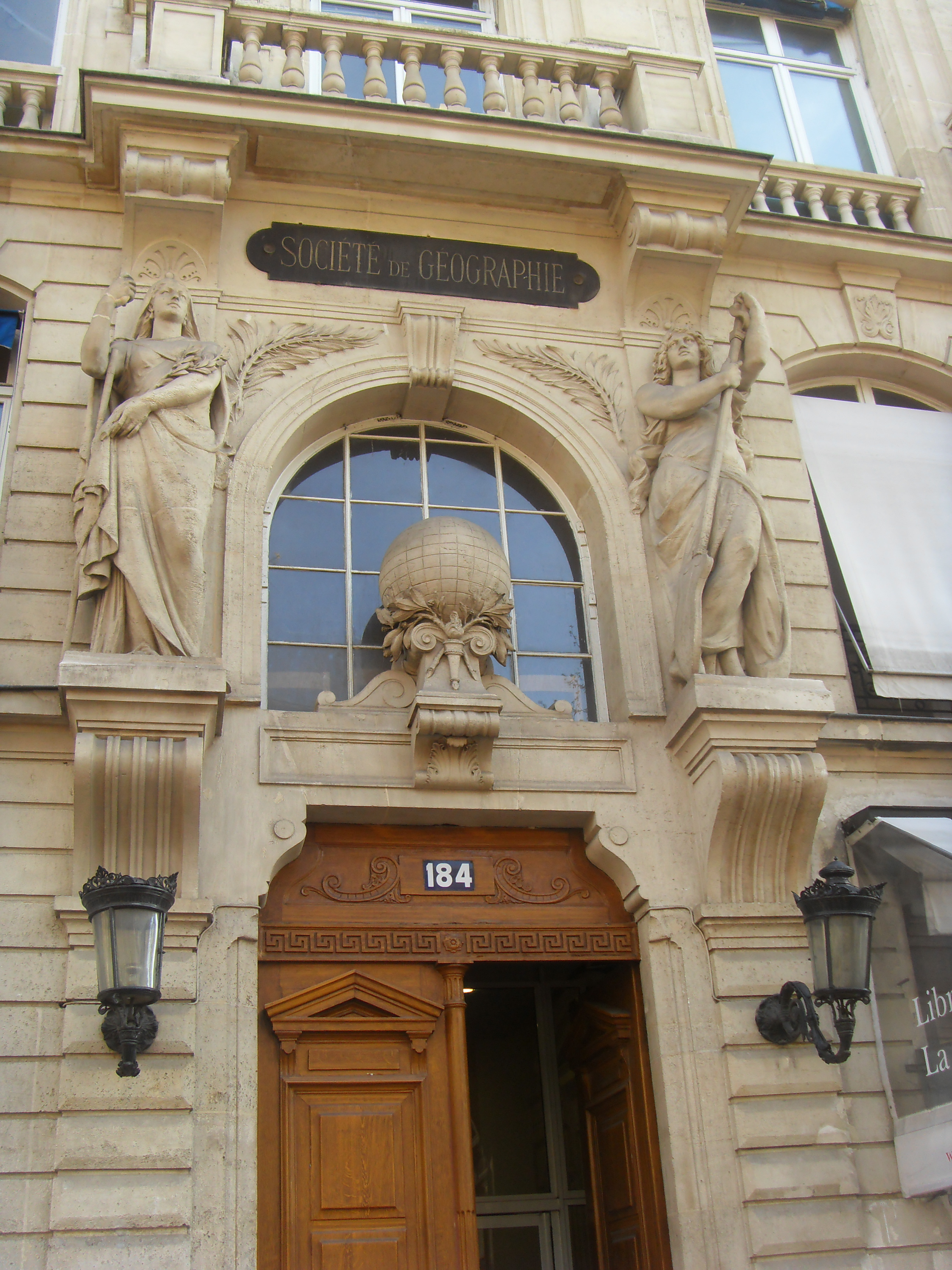
Географічне товариство, бульвар Сен-Жермен, 184, Париж

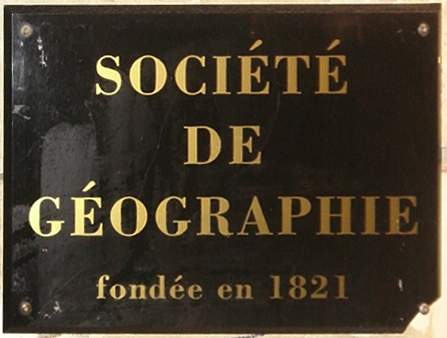
Табличка товариства

Французьке географічне товариство, також просто Географічне товариство (фр. Société de géographie) — громадська організація Франції, одне з найстаріших географічних товариств світу і перше громадське об'єднання, яке визничало своєю метою діяльності насамперед некомерційні інтереси. Засноване 1821 року в Парижі.

## Історія
Прообразом «Французького географічного товариства» (як, зрештою, й інших географічних товариств планети) можна назвати утворене в 1688 «Космографічне товариство», яке пізніше було перейменоване в «Товариство повітроплавців».
Ініціатива створення географічного товариства Франції, яке не обмежувалося б суто комерційними завданнями, вперше була озвучена Жаном-Ніколя Бошем (Jean-Nicolas Bauche) у 1775 році. Ідея, висловлена цим науковцем, була підтримана іншими французькими вченими, проте для її реалізації потрібно майже півстоліття. ФОрмування «Французького географічного товариства» відбулося в епоху, коли в Європі зростав інтерес щодо інших територій, що, багато в чому, було пов'язано з розширенням колоніальної експансії держав континенту.
19 липня 1821 року, французькі вчені, однодумці Боша, провели перше підготовче засідання. Вже через п'ять місяців, 15 грудня 1821 року, відбулося заснування першого в світовій історії наукового географічного товариства. Установчі збори проходили в столиці Франції, в будівлі мерії Парижа.
Активну участь у створенні першого географічного товариства взяли 227 вчених, серед яких були такі видатні діячі, як мандрівник Жуль Дюмон-Дюрвіль, лінгвіст Жан-Франсуа Шампольйон, натураліст Жорж Леопольд Кюв'є, німецький вчений-енциклопедист Александр фон Гумбольдт, математик — астроном П'єр-Симон Лаплас і багато інших.
Французька модель організації стала взірцем для створення інших національних географічних товариств на всій планеті.
До цього дня, статус першопрохідця дає президентові «Французького географічного товариства» право виступати першим на всіх міжнародних зібраннях національних географічних товариств.
З 2009 року президентом Географічного товариства є Жан-Робер Пітт.

## Президенти товариства

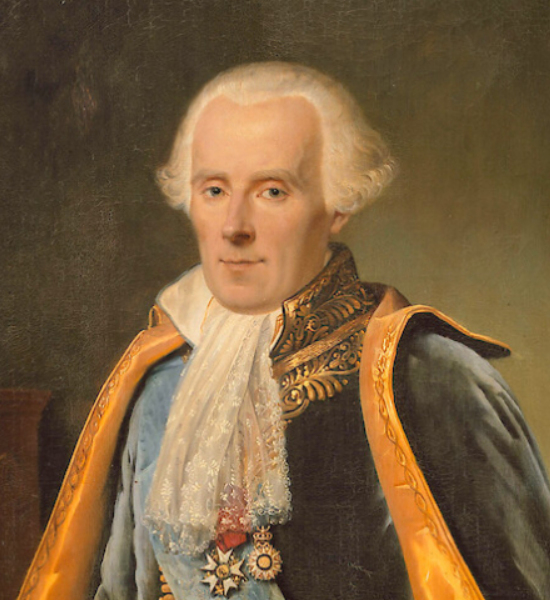
П'єр-Симон Лаплас

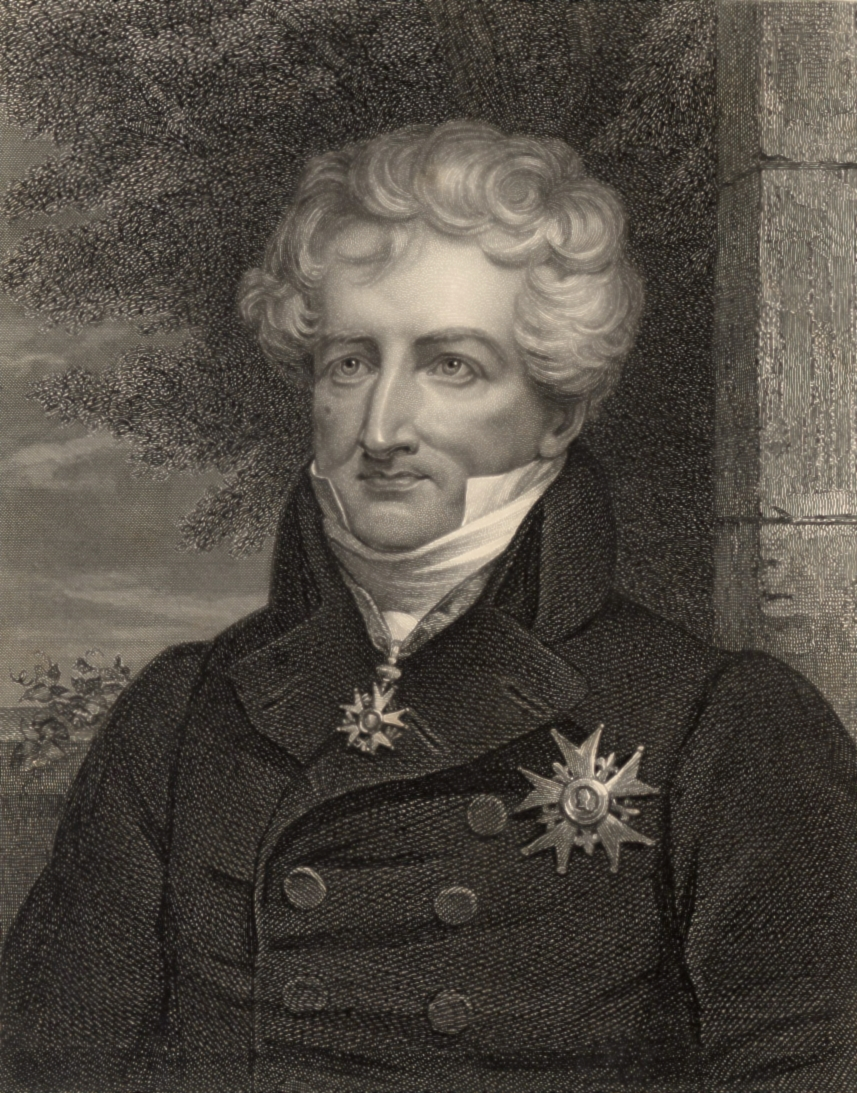
Жорж Кюв'є

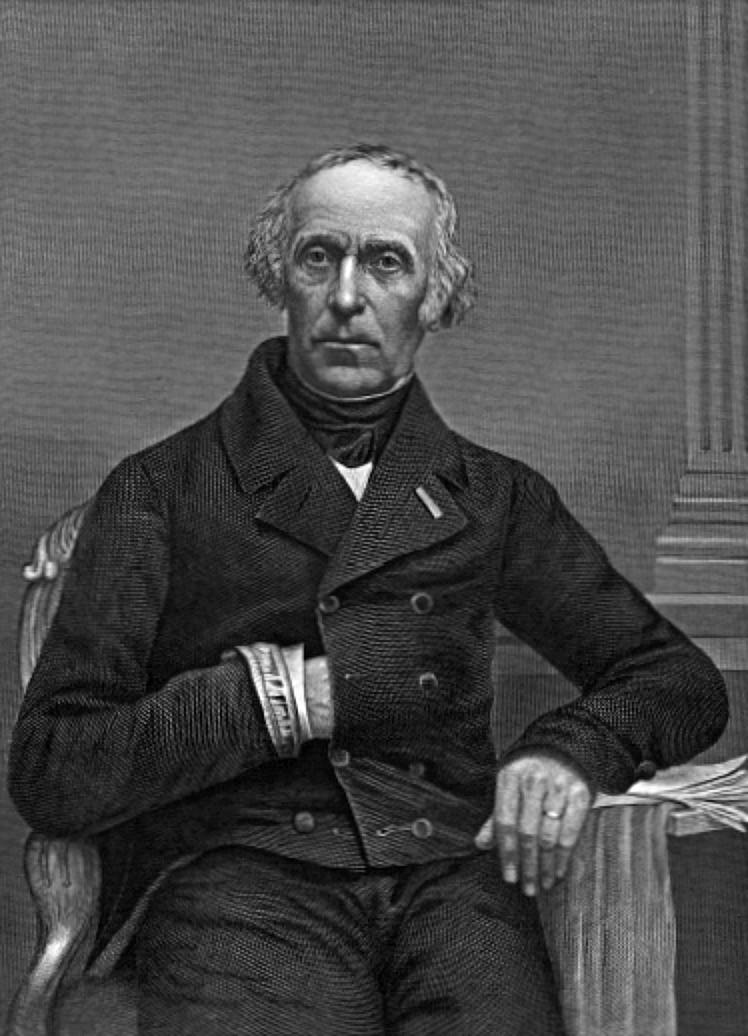
Франсуа Гізо

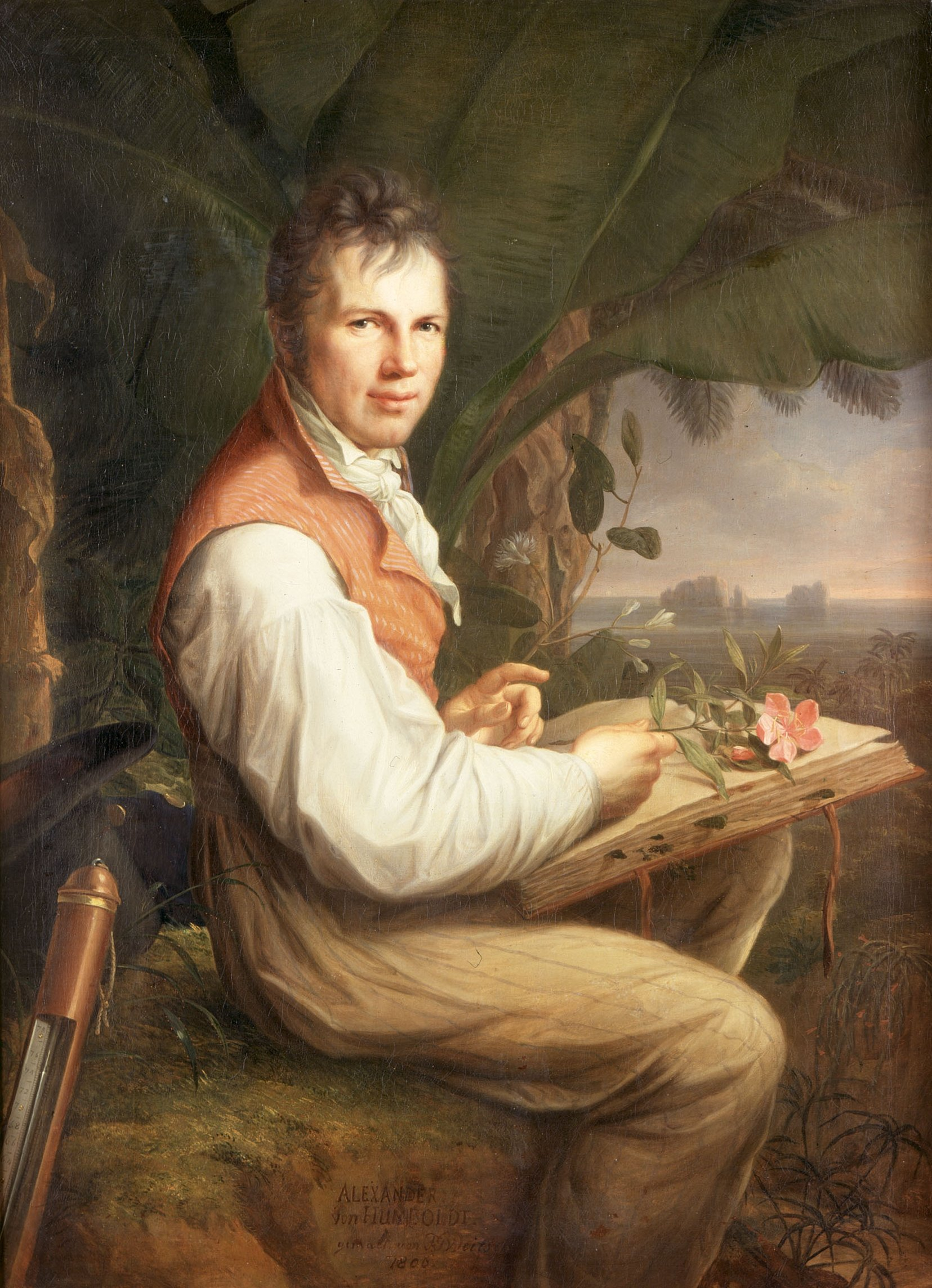
Александр фон Гумбольдт

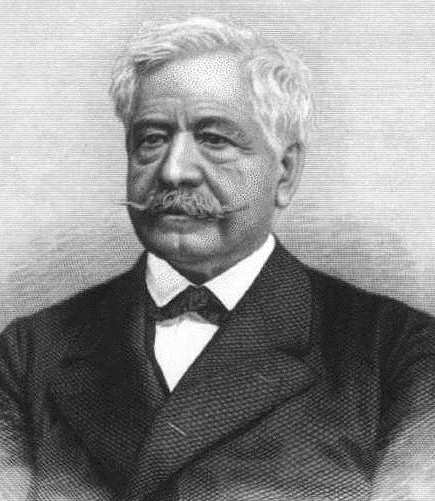
Фердинанд де Лессепс

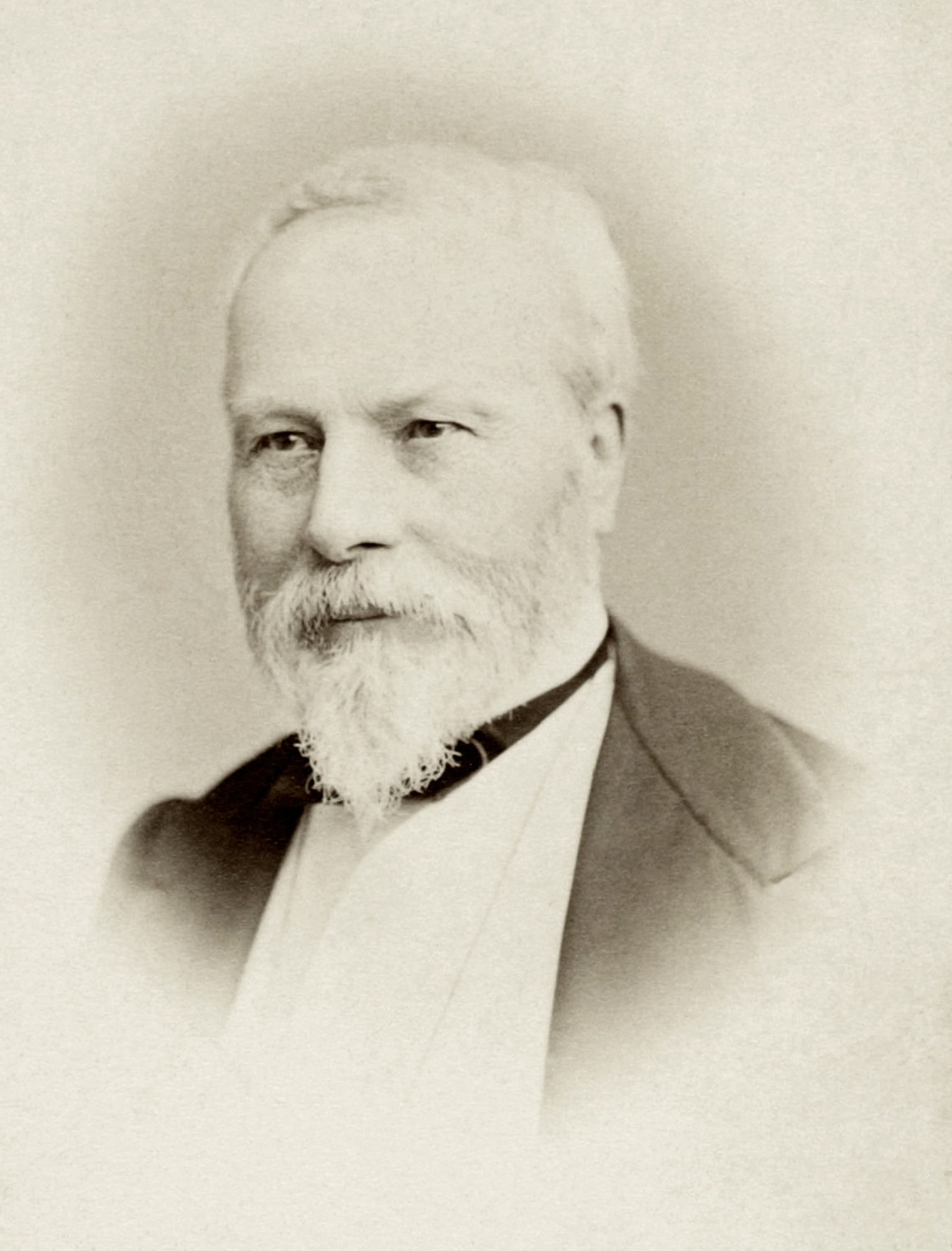
Марі-Арман д'Авзак де Кастера-Макая

| Президенти Французького географічного товариства за датою номінації на посаду |                                                                    |
| 1822                                                                          | маркіз П'єр-Симон Лаплас (1749-1827)                               |
| 1823                                                                          | маркіз Емманюель де Пасторе (1755-1840)                            |
| 1824                                                                          | віконт Франсуа Рене де Шатобріан (1768-1848)                       |
| 1825                                                                          | Жільбер Жозеф Гаспар де Шаброль де Вольвік (1773-1843)             |
| 1826                                                                          | Луї Беке (1760-1849)                                               |
| 1827                                                                          | граф Крістофор Шаброль де Крузоль (1771-1836)                      |
| 1828                                                                          | барон Жорж Кюв'є (1769-1832)                                       |
| 1829                                                                          | Жан-Гійом Ід де Невіль (1776-1857)                                 |
| 1830                                                                          | герцог Амбруаз-Полікарп де ла Рошфуко (1765-1841)                  |
| 1831                                                                          | Антуан Моріс Аполлінер д'Аргу (1782-1858)                          |
| 1832                                                                          | адмірал князь Анрі де Ріньї (1782-1835)                            |
| 1833                                                                          | герцог Елі Деказ (1788-1860)                                       |
| 1834                                                                          | Comte Каміль де Монталіве (1801-1880)                              |
| 1835                                                                          | барон Проспер де Барант (1782-1866)                                |
| 1836                                                                          | генерал-лейтенент, барон Жан-Жак Жермен Пеле-Клозо (1777-1858)     |
| 1837                                                                          | Франсуа Гізо (1787-1874)                                           |
| 1838                                                                          | граф Нарсіс-Ашіль де Сальванді (1795-1856)                         |
| 1839                                                                          | барон Жан Тюпіньє (1779-1850)                                      |
| 1840                                                                          | граф Іпполіт Жобер (1798-1874)                                     |
| 1841                                                                          | Абель-Франсуа Вілльмен (1790-1867)                                 |
| 1842                                                                          | Лоран Кюнен-Гріден (1778-1859)                                     |
| 1843                                                                          | адмірал, барон Альбен Руссен (1781-1854)                           |
| 1844                                                                          | віце-адмірал, барон Анж-Рене-Арман де Мако (1788-1855)             |
| 1845                                                                          | барон Александр фон Гумбольдт (1769-1859)                          |
| 1846                                                                          | барон Шарль Атанас Валькенер (1771-1852)                           |
| 1847                                                                          | граф Луї-Матьє Моле (1781-1855)                                    |
| 1848                                                                          | Едме Франсуа Жомар (1777-1862)                                     |
| 1849                                                                          | Жан-Батіст Дюма (1800-1884)                                        |
| 1851                                                                          | контр-адмірал П'єр Матьє                                           |
| 1853                                                                          | віце-адмірал (1853) К. Лаплас (1793-1875)                          |
| 1854                                                                          | Іпполіт Фуртуль (1811-1856)                                        |
| 1855                                                                          | Ноель Жак Лефевр-Дюрюфле (1792-1877)                               |
| 1856                                                                          | Жозеф-Даньель Гіньйо (1794-1876)                                   |
| 1857                                                                          | П'єр Доссі (1792-1860)                                             |
| 1858                                                                          | генерал Ежен Дома (1803-1871)                                      |
| 1859                                                                          | Жан-Батіст Елі де Бомон (1798-1874)                                |
| 1860                                                                          | Гюстав Рулан (1806-1878)                                           |
| 1861                                                                          | адмірал Жозеф Ромен-Дефоссе (1798-1864)                            |
| 1862                                                                          | граф Віктор де Персіні (1808-1872)                                 |
| 1863                                                                          | граф Александр Флоріан Жозеф Колонна Валевскі (1810-1868)          |
| 1864                                                                          | маркіз Проспер де Шасслу-Лоба (1805-1873)                          |
| 1873                                                                          | віце-адмірал Каміль Адльбер Марі де ла Ронсьєр-Ле Нурі (1816-1881) |
| 1881                                                                          | Фердинанд Лессепс (1805-1894)                                      |
| 1890                                                                          | Жан Луї Арман де Катрефаж де Брео (1810-1892)                      |
| 1892                                                                          | Антуан д'Аббаді д'Арраст (1810-1897)                               |
| 1893                                                                          | Огюст Добре (1814-1896)                                            |
| 1894                                                                          | Огюст Емлі (1823-1906)                                             |
| 1895                                                                          | Жуль Жанссан (1824-1907)                                           |
| 1896                                                                          | Жан Жак Антуан Буке де ла Грі (1827-1909)                          |
| 1897                                                                          | Альфонс Мілн-Едвардс (1835-1900)                                   |
| 1901                                                                          | Альфред Грандідьє (1836-1921)                                      |
| 1906                                                                          | Шарль Марі Ле Мір де Вілер (1833-1918)                             |
| 1909                                                                          | Ернест-Теодор Амі (1842-1908)                                      |
| 1910                                                                          | принц Робер Бонапарт (1858-1924)                                   |
| 1925                                                                          | Анрі Кордьє (1849-1925)                                            |
| 1926                                                                          | Ернест Рум (1858-1941)                                             |
| 1928                                                                          | Едуар-Альфред Мартель (1859-1938)                                  |
| 1931                                                                          | маршал Луї Фелікс Марі Франсуа Франше д'Еспере (1856-1942)         |
| 1939                                                                          | генерал Жорж Перьє (1872-1946)                                     |
| 1947                                                                          | Емманюель де Мартон (1873-1955)                                    |
| 1953                                                                          | Робер Перре                                                        |
| 1960                                                                          | інженер-генерал Луї Юро                                            |
| 1965                                                                          | Жан Депуа                                                          |
| 1975                                                                          | Еме Перпію                                                         |
| 1976                                                                          | Роже Бле                                                           |
| 1983                                                                          | Жаклін Боже-Гарньє                                                 |
| 1995                                                                          | Жан Бастіє                                                         |
| 2009                                                                          | Жан-Робер Пітт                                                     |

## Відомі члени «Французького географічного товариства»
- Жуль Верн
- Жан-Мартен Шарко
- Анатоль Франс
- Альбер I (князь Монако)

## Архівні й бібліотечні фонди товариства
Товариство має багаті фонди книг, журналів, географічних карт, атластів, глобусів, фотографій, які зберігаються в Національній бібліотеці Франції.
Фонди товариства складаються :
- 90 000 томів та 25 000 брошур,
- 2 000 назв журналів,
- 135 000 малюнків, гравюр, фото,
- 70 000 карт,
- 500 коробок архівних матеріалів.

## Публікації товариства
- Bulletin de la Société de Géographie (1822 до 1899) (щомісяця)
- La Géographie- bulletin de la société de Géographie (1900—1939) (щомісяця)
- Acta Geographica (1947—2001) (щокварталу)
- La Géographie (2001—2007)
- La GéoGraphie (з 2008)